# Snood
Snood eller snodd er navnet på et grovmasket hårnet. Det kendetegnes ved at ligne et lille net med huller om nakkeknuden. Snood var først i brug i 1850'erne, men blev først mode under 2. verdenskrig.